# Wohlen bei Bern
Wohlen bei Bern – gmina (niem. Einwohnergemeinde) w Szwajcarii, w kantonie Berno, w regionie administracyjnym Bern-Mittelland, w okręgu Bern-Mittelland.

## Demografia
W Wohlen bei Bern mieszka 9 240 osób. W 2020 roku 12,2% populacji gminy stanowiły osoby urodzone poza Szwajcarią.

## Transport
Przez teren gminy przebiega droga główna nr 235.